# Automatic (album av The Lost Patrol Band)
Automatic är svenska rockgruppen The Lost Patrol Bands fjärde album, utgivet på Burning Heart Records (CD) och Ny våg Records (LP).

## Låtlista
Alla låtar är skrivna av Dennis Lyxzén.
1. "Ain't Got the Time" – 1:30
2. "Little Obsession" – 1:53
3. "I Don't Understand" – 2:40
4. "Doesn't Matter" – 3:08
5. "City of Dead" – 2:22
6. "What's Wrong with Me" – 2:33
7. "Automatic Kids" – 2:48
8. "Don't Make Me Wait" – 2:19
9. "Saftey Pin" – 2:53
10. "Waking Up Scared" – 2:21
11. "30 Something" – 2:45
12. "Fucking Dead" – 2:21

## Medverkande
- Elin Berge – foto
- Annika Berglund – omslagsfoto
- Daniel Berglund – slagverk, inspelning
- Pelle Henricsson – mastering
- Jonas Lidström – orgel, bakgrundssång
- Dennis Lyxzén – sång, gitarr
- Robert Pettersson – layout, bas, sång
- André Sandström – trummor
- Anders Stenberg – gitarr, sång

## Mottagande
Automatic har medelbetyget 3,0/5 på sajten Kritiker.se, som sammanställer bland annat skivrecensioner, baserat på sex omdömen.

### Fotnoter
1. 1 2  ”Automatic”. Discogs.com. http://www.discogs.com/Lost-Patrol-band-The-Automatic/release/1434041. Läst 19 december 2012.
2. ↑  ”Automatic”. Kritiker.se. http://kritiker.se/skivor/lost-patrol-band/automatic/. Läst 19 december 2012.